# Limburg an der Lahn
Limburg an der Lahn je město na řece Lahn v německé spolkové zemi Hesensko, asi 35 km východně od Koblenze a asi 40 km severně od Frankfurtu nad Mohanem, přímo na hranici se spolkovou zemí Porýní-Falc a se sousedním městem Diez. Leží v Limburské pánvi mezi středními pohořími Taunus a Westerwald, dělenými řekou Lahn. Čítá přibližně 35 000 obyvatel. Kolem města vede dálnice A3, která vede od Pasova k hranici s Nizozemím. Dominantou města Limburg je sedmivěžatá katedrála sv. Jiří, kterou lze dobře obdivovat z dálničního mostu překlenujícího řeku Lahn. Limburg je administrativním sídlem okresu Limburg-Weilburg.

## Historie
První zmínka o hradu „Lintpurc“, z kteréhožto názvu vzniklo jméno Limburg, pochází z roku 910. Hrad Lintpurc sloužil jako útočištné hradiště, protože vysoká skála nad řekou Lahn byla poměrně bezpečným místem. Později sloužilo toto hradiště jako sídlo hrabatům župy dolní Lahn (Niederlahngau), potom Konradínům, kteří založili nadační klášter zasvěcený svatému Jiří. Brzo nato vznikla pod klášterem osada.
Jádro dnešního starého města vzniklo v 11. století. Usadili se zde kupci a vznikl významný pouliční trh. V polovině 12. století byla osada obklopena městskou hradbou. Vzkvétající město dostalo mincovní a měrné právo a v 13. století posléze i městské právo.
V roce 1315 se začal stavět starý most přes Lahn. Roku 1357 bylo městu císařem Karlem IV. uděleno celní právo. Tím se stal most významným faktorem bohatství města, neboť přes něj vedly téměř všechny důležité obchodní cesty, např. cesta spojující Antverpy a Byzanc.
V roce 1344 byl Limburg dán do zástavy, čímž začal úpadek města. Díky pohromám, jako bylo vypuknutí moru, požárů a nakonec třicetiletá válka, Limburg ztratil na významu. Od roku 1624 patřilo město pod knížectví Trier a po Vídeňském kongresu v roce 1815 pod knížectví Nasavsko. Roku 1827 se Limburg stal sídlem biskupství, roku 1862 dopravním uzlem, roku 1886 okresním městem.

## Současné složení města
V rámci územní reformy v bývalé Spolkové republice Německo proběhnuvší v rocích 1969 – 1977 se přičlenily některé okolní vesnice k Limburgu. Jako první se s ním sloučila v roce 1971 obec Dietkirchen na základě vlastního rozhodnutí. O rok později se rozhodly obce Lindenholzhausen a Ahlbach vzdát se samostatnosti a stát se městskými částmi Limburgu. V roce 1974 byly začleněny – usnesením hesenské vlády a proti vůli obyvatel – obce Staffel, Linter, Offheim a Eschhofen.

## Památky
- Katedrála svatého Jiří byla vystavěna v letech 1206 – 1235. V ní se spojuje francouzské raná gotika a rýnský pozdní románský sloh. Vyznačuje se svými sedmi věžemi. Byla zobrazená na bývalé tisícimarkové bankovce. Je katedrálním kostelem limburské diecéze.
- Zámek bezprostředně za katedrálou je románská stavba z počátku 13. století. Obsahuje cenné středověké malby.
- Starý most přes řeku Lahn byl postaven v letech 1315 – 1354. Podobně jako Karlův most v Praze měl původně dvě věže, zachovala se však jenom severní.
- Gotický dům Römer 2/4/6 je národní památkou a byl postaven v roce 1289. Je jedním z nejstarších hrázděných domů v Německu.
- Kočičí věž (Katzenturm) stojí na nábřeží řeky Lahn a byla součástí městské hradby. První zmínka o ní pochází z roku 1432.
- Městský kostel svatého Šebestiána byl postaven kolem roku 1300 a do roku 1813 patřil Františkánům. V roce 1742 byl interiér přetvořen do barokního slohu.